# 平塚警察署
平塚警察署（ひらつかけいさつしょ）は、神奈川県警察が管轄する警察署の一つである。

## 概要
相模方面本部隷下、第五方面に属する県内有数の大規模警察署であり署長は警視正。識別章所属表示はGA。
管轄区域は東海道の宿場町として古くから栄え、JR平塚駅を中心に繁華街が広がっており、湘南エリアにおいて犯罪や交通事故発生率が最も高い地域となっている。また観光、レジャーで賑わう海浜地区の一面もあり、夏季には「湘南ひらつか七夕まつり」や「湘南ひらつか花火大会」、冬季には箱根駅伝などの各種催事が毎年開催され、その警備にも従事する。およそ26万人が暮らす平塚市全域の治安を担う（平塚駅周辺は警察本部により歓楽街総合対策重点取締地区に指定されている。）。
署内に機動捜査隊及び自動車警ら隊の平塚分駐所が設置され、主に湘南地区の活動拠点となっている。また当署には警備部直轄警察隊（管区機動隊）も配備されている。
管轄区域内には指定暴力団稲川会系組事務所が存在する。
平成24年以降、繁華街等における街頭犯罪抑止対策のため、街頭防犯カメラを運用している、県下で数少ない警察署の一つ。

## 所在地
- 神奈川県平塚市西八幡一丁目3番2号

## 管轄区域
- 平塚市
  - 管轄面積：67.80km2

## 組織
署員数300名以上
- 署長（警視正）
- 副署長（警視）
- 地域担当次長（警視）
- 会計担当次長（警視相当職）
- 刑事兼生活安全担当次長（警視）
- 交通担当次長（警視）
- 警務課 - 警務係、住民相談係
- 留置管理課（平成28年度新設） - 管理係
- 会計課 - 会計係
- 生活安全課 - 防犯少年係、経済保安係
- 地域第一課 - 地域企画係、地域係
- 地域第二課 - 地域係
- 地域第三課 - 地域係

（警ら用無線自動車5台、小型警ら車4台）
- 刑事第一課 - 刑事総務係、強行犯係、盗犯係、鑑識係
- 刑事第二課 - 知能犯係、暴力犯係、薬物銃器対策係、国際犯係
- 交通第一課 - 交通総務係
- 交通第二課 - 交通捜査係、交通指導係
- 警備課 - 公安係、外事係、直轄警察隊

（12課体制）
※「神奈川県警察の組織に関する規則（昭和44年神奈川県公安委員会規則第2号）」を参考にした。

## 交番・駐在所
- 平塚駅前交番 平塚市宝町3番1号
- 代官町交番 平塚市代官町11番27号
- 西仲町交番 平塚市平塚四丁目24番3号
- 追分交番 平塚市追分9番10号
- 八幡交番 平塚市東八幡二丁目10番31号
四之宮交番と統合することにより、2025年3月末で廃止予定[1]
- 花水台交番 平塚市花水台36番6号
- 四之宮交番 平塚市四之宮五丁目29番13号
- 中原交番 平塚市中原二丁目18番17号
- 金目交番 平塚市南金目891番地の7
- 旭交番 平塚市河内357番地の4
- 根坂間交番 平塚市根坂間840番地の7

## 駐在所
- 南原駐在所 平塚市南原一丁目23番1号
- 豊田駐在所 平塚市南豊田336番地の6
- 土沢駐在所 平塚市土屋2192番地の4
- 岡崎駐在所 平塚市岡崎4059番地の2
- 城島駐在所 平塚市小鍋島596番地の2
- 神田駐在所 平塚市大神1649番地の10
- 金田駐在所 平塚市入野385番地の1
- 横内駐在所 平塚市横内3824番地の25
- 真土駐在所 平塚市東真土一丁目7番48号

## 街頭緊急通報装置
- JR平塚駅周辺

　（平塚市紅谷町）1基
　（平塚市錦町）1基
　（平塚市八重咲町）1基　

## 自動車ナンバー自動読取装置（Nシステム）
- 平塚市城所（県道61号）
- 平塚市入野（県道62号）
- 平塚市四之宮一丁目（県道606号）

## 過去の重大事件・事故
- 河野一郎邸焼き討ち事件
- ピアノ騒音殺人事件
- 平塚5遺体事件

## 主な未解決事件
- 平塚市横内タクシー運転手強盗殺人事件[2]